# Dominique Moïsi

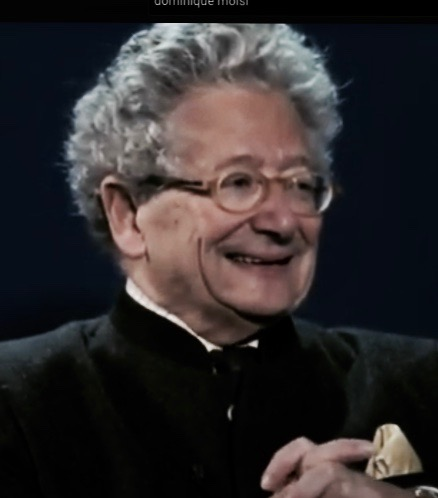
Dominique Moïsi 2015

Dominique Moïsi (* 21. Oktober 1946) ist ein französischer Politikwissenschaftler, Autor und Publizist.
Er ist Mitbegründer und heute Senior Advisor des Pariser „Institut Français des Relations Internationales“ (IFRI), Pierre Keller Visiting Professor an der Harvard University und Inhaber des Lehrstuhls für Geopolitik am Europakolleg in Natolin. Moïsi schreibt regelmäßig für die Financial Times, Foreign Affairs, das Project Syndicate sowie die Tageszeitungen Die Welt und Der Standard.
Moïsi ist verheiratet mit der Historikerin und Schriftstellerin Diana Pinto und hat zwei Söhne.

## Leben
Sein Vater Jules Moïsi war Überlebender des KZ Auschwitz. Dominique Moïsi studierte Politikwissenschaft an der Sorbonne und in Harvard, lehrte an der École nationale d’administration, der École des Hautes Études en Sciences Sociales und am Institut d’études politiques de Paris. Er war Assistent von Raymond Aron und Chefredakteur der Zeitschrift Politique étrangère.
Nach dem Fall der Mauer 1989 erregte Moïsi Aufmerksamkeit als einer der ersten französischen Publizisten, die das absehbare Ende der Teilung Deutschlands als neue Chance für Europa begrüßten. Jahre später begründete Moïsi seine Position mit dem Hinweis auf seinen Vater: Dessen Schicksal als Auschwitz-Überlebender habe ihn dazu gebracht „to fall in love with Europe“. Wie Simone Veil habe Jules Moïsi im Bau eines vereinten Europas den besten Weg zur Überwindung der „tragedy of the past“ gesehen.
Im Laufe der 1990er Jahre veröffentlichte Moïsi zusammen mit dem Briten Timothy Garton Ash und dem Deutschen Michael Mertes mehrere „trilaterale“ Plädoyers für die Osterweiterung und die gleichzeitige institutionelle Modernisierung der EU. sowie für eine Aufnahme ostmitteleuropäischer Demokratien in die NATO.
Moïsi war bis 2021 Mitglied im Internationalen Beirat der „Moscow School of Civic Education“ und ist Mitglied des European Council on Foreign Relations.
2008 veröffentlichte er das Buch „La géopolitique de l’émotion: Comment les cultures de peur, d’humiliation et d’espoir façonnent le monde“ (Die Geopolitik der Emotion: Wie die Kulturen von Angst, Demütigung und Hoffnung die Welt prägen), das 2009 in englischer und deutscher Übersetzung erschien. Insgesamt wurde es in 26 Sprachen übersetzt. In seinem 2016 publizierten Buch „La géopolitique des séries ou le triomphe de la peur“ (Die Geopolitik der Fernsehserien oder Der Triumph der Angst) vertritt er die These, dass Fernsehserien wie Game of Thrones, Homeland oder House of Cards geopolitisch wirksame Ängste des Publikums in vielen Ländern der Erde reflektieren und daher weltweit so erfolgreich sind.

## Veröffentlichungen (Auswahl)
- Le nouveau continent: Plaidoyer pour une Europe renaissante (mit Jacques Rupnik). Calmann-Lévy, Paris 1991, ISBN 978-2702119617
- Les cartes de la France à l’heure de la mondialisation (im Dialog mit Hubert Védrine). Fayard, Paris 2000, ISBN 978-2213604220
- Kampf der Emotionen. Wie Kulturen der Angst, Demütigung und Hoffnung die Weltpolitik bestimmen. DVA, München 2009. ISBN 978-3-421-04332-0
- Un Juif improbable. Flammarion, Paris 2011. ISBN 978-2-0812-3674-5
- La géopolitique des séries ou le triomphe de la peur. Éditions Stock, Paris 2016. ISBN 978-2-234-08057-7
- Le nouveau déséquilibre du monde. Les Édition de l’Observatoire, Paris 2017. ISBN 979-10-329-0062-8
- Leçons de Lumières. Les Édition de l’Observatoire, Paris 2019. ISBN 979-10-329-0660-6
- Le triomphe des émotions. La géopolitique entre peur, colère et espoir. Éditions Robert Laffront, Paris 2024. ISBN 978-2-221-27196-4